# Coupe de France 1922/23
Der Wettbewerb um die Coupe de France in der Saison 1922/23 war die sechste Ausspielung des französischen Fußballpokals für Männermannschaften.
Für diese Veranstaltung meldeten 305 Vereine. Gewinner des diesjährigen Pokals wurde Titelverteidiger Red Star Paris. Für Red Star war es der dritte Sieg in Folge; das gelang in der über 90-jährigen Geschichte des Wettbewerbs nur noch einer weiteren Mannschaft, nämlich OSC Lille von 1946 bis 1948. Er bezwang im Endspiel den FC Cette – so wurden Verein und die Stadt Sète bis Anfang 1928 noch geschrieben.
Der FC Cette war auch der Auslöser einer Affäre, die diese Ausspielung überschattete. Tiefere Ursache dafür war allerdings der auch im französischen Fußball schwelende Konflikt zwischen Befürwortern des reinen Amateurgedankens und denjenigen, die die in zahlreichen Klubs praktizierte Bezahlung von Spielern „unter der Hand“ – in Frankreich damals wie heute als  „amateurisme marron“ („trickreicher Amateurismus“) bezeichnet – legalisieren wollten (mehr zu diesem Thema siehe hier). Der Landesverband Fédération Française de Football Association (FFFA), der den Professionalismus ablehnte, hatte eine Regelung erlassen, nach der ausländische Fußballspieler mindestens sechs Monate in Frankreich ansässig sein mussten, bevor sie für einen Verein spielberechtigt waren. Damit erhoffte man sich, die offenkundig mit finanziellen Angeboten erreichte Verpflichtung von Ausländern wenigstens einzudämmen. Auf dieser Basis legte die AS Française aus Paris nach ihrer 0:1-Niederlage im Achtelfinale (Torschütze für Cette: der Engländer Victor Gibson) Protest mit der Begründung ein, Cettes Schweizer Stürmer Georges Kramer habe noch keine sechs Monate in Frankreich gelebt. Die FFFA gab der Beschwerde nach und disqualifizierte die Südfranzosen, lehnte auch deren Einspruch ab. Im darauf folgenden Berufungsverfahren nutzte Vereinspräsident Georges Bayrou, ein französischer Ex-Internationaler, seine Kontakte zu Journalisten und Verbandsfunktionären und hatte damit Erfolg: mit einer Stimme Mehrheit setzte das zuständige Verbandsgremium den FC Cette wieder in seine alten Rechte ein und bestimmte, dass die Mannschaft – obwohl Viertel- und Halbfinale inzwischen ausgetragen waren – die Spiele dieser beiden Runden nachholen durfte. Dabei war das Team aus dem Languedoc schon bei seiner ersten Pokalteilnahme (1920) mit den Paragraphen in Konflikt geraten, die die Zahl ausländischer Spieler regelten.
Eine Pokalkommission setzte für Zweiunddreißigstel- und Sechzehntelfinale sämtliche Begegnungen fest, wobei Fragen der Reisedistanzen im großflächigen Frankreich ebenso eine Rolle spielten wie die Qualität der an den jeweiligen Orten vorhandenen Spielstätten und der Infrastruktur. Dabei wurde auch das Heimrecht festgelegt. Ab dem Achtelfinale wurden Paarungen und Austragungsort frei ausgelost. Endete eine Begegnung nach Verlängerung unentschieden, wurde ein Wiederholungsspiel auf dem Platz des Gegners ausgetragen.

## Zweiunddreißigstelfinale
Spiele am 3., Wiederholungsspiele am 17. Dezember 1922
| - L’Armoricaine Brest – Stade Rennes 1:3 - SM Caen – Olympique Paris 3:4 - Racing Club de France – FC Mulhouse 1893 3:0 - AS Lyon – US Suisse Paris 2:5 - AS Amicale Paris – FC Dieppe 0:0 n. V., 1:0 - AC Amiens – US Quevilly 0:3 - SC Sélestat – Stade Roubaix 2:0 - SC Reims – Red Star Strasbourg 0:3 - Club Français Paris – AS Strasbourg 2:0 - AS Valentigney – SA Provençaux 1:0 - AS Française Paris – US Belfort 1:1 n. V., 5:0 - RC Roubaix – USA Clichy 5:1 - CA Vitry – CA Metz 3:2 - FC Rouen – JS Desvroise 4:0 - Red Star AC Paris – FC Bischwiller 07 5:1 - US Saint-Servan – AF La Garenne-Colombes 1:0 | - UA du 16e Arrondissement – US Tourcoing 0:2 - Stade Nantes UC – AS Brest 2:4 - Le Havre AC – SO de l’Est 6:1 - US Dunkerque – Stade Français Paris 0:0 n. V., 3:2 n.V - Lille Olympique – Stade Compiègne 8:1 - AS Mulhouse – CASG Paris 0:1 - FEC Levallois – RC Arras 2:0 - RC Calais – SC Caudry 2:0 - US Boulogne – JA Saint-Ouen 1:1 n. V., 1:0 - SC Nîmes – Section Burdigalienne Bordeaux 2:1 - Stade Bordeaux UC – SO Montpellier 6:0 - CS Jean Bouin Angers – CAP/Gallia Paris 1:3 - Lyon OU – AS Cannes 2:1 - Olympique Marseille – SC La Bastidienne Bordeaux 4:0 - Stade Raphaëlois – FC Cette 0:3 - VGA du Médoc – Olympique Antibes 3:1 |

## Sechzehntelfinale
Spiele am 7., Wiederholungsspiele am 21. Januar 1923
| - Stade Rennes – Club Français Paris 4:2 - Olympique Paris – Lyon OU 10:0 - Racing Club de France – US Saint-Servan 5:2 - US Quevilly – RC Roubaix 1:5 - Red Star Strasbourg – FEC Levallois 1:1 n. V., 0:2 - AS Valentigney – Olympique Marseille 1:6 - AS Française Paris – SC Sélestat 1906 6:1 - US Tourcoing – CA Vitry 2:0 | - AS Brest – Red Star AC Paris 0:2 - Le Havre AC – US Boulogne 2:1 - US Dunkerque – FC Rouen 1:2 n. V. - Lille Olympique – AS Amicale Paris 2:1 - CASG Paris – Stade Bordeaux UC 3:0 - CAP/Gallia Paris – RC Calais 2:1 - FC Cette – US Suisse Paris 1:1 n. V., 3:2 - VGA du Médoc – SC Nîmes 1:2 |

## Achtelfinale
Spiele am 4. Februar 1923
| - Olympique Paris – Racing Club de France 4:1 - RC Roubaix – CASG Paris 4:2 - FEC Levallois – Lille Olympique 1:0 - Red Star AC Paris – US Tourcoing 1:0 | - Le Havre AC – Stade Rennes 2:4 - FC Rouen – CAP/Gallia Paris 1:0 - FC Cette – AS Française Paris 1:0 (a) - SC Nîmes – Olympique Marseille 2:0 |

## Viertelfinale
Spiele am 4. März 1923, die Begegnung AS Française gegen Rennes am 18. März, also nach der Bestätigung des Protests aus dem Achtelfinale.
| - Olympique Paris – FEC Levallois 3:0 - Red Star AC Paris – RC Roubaix 4:0 | - FC Rouen – SC Nîmes 2:1 n. V. - AS Française Paris – Stade Rennes 0:1 (b) |

## Halbfinale
Spiele am 8. April 1923
| - Olympique Paris – Red Star AC Paris 0:1 | - Stade Rennes – FC Rouen 1:1 n. V. (c) |

## Nachholspiele des FC Cette
Am 22. bzw. 29. April 1923; das Heimrecht wurde für beide Begegnungen neu ausgelost.
- Viertelfinale:  Stade Rennes – FC Cette 0:2
- Halbfinale:  FC Rouen – FC Cette 0:1

## Finale
Spiel am 6. Mai 1923 im Stade Pershing in Paris vor 20.000 Zuschauern
- Red Star AC Paris – FC Cette 4:2 (4:2)

### Mannschaftsaufstellungen
Auswechslungen waren damals nicht möglich; die meisten französischen Vereine hatten in dieser Zeit noch keine fest angestellten Trainer.
Red Star: Pierre Chayriguès – Maurice Meyer, Lucien Gamblin  – Robert Joyaut, François Hugues, Philippe Bonnardel – Lucien Cordon, Juste Brouzes, Paul Nicolas, Marcel Naudin, Raymond Sentubéry
FC Cette: François Encontre – Léon Huot, Ernest Gravier – Oskar Berntsson, Albert Jourda, René Dedieu – William Cornelius, Georges Kramer, Arthur Parkes, Marcel Dangles , Pujol
Schiedsrichter: Gabriel Jandin (Paris)

### Tore
1:0 Naudin (2.)

2:0 Naudin (7.)

3:0 Cordon (11.)

3:1 Cornelius (16.)

4:1 Joyaut (17.)

4:2 Kramer (27.)

### Besondere Vorkommnisse
Sechs Spieler im Dress von Red Star hatten auch schon in den beiden Vorjahren zur Pokalsiegerelf gehört, nämlich Bonnardel, Chayriguès, Gamblin, Meyer, Naudin und Nicolas. Auch François Hugues, der zudem schon 1921 den Pokal mit Red Star gewonnen hatte, war im 1922er Finale dabei gewesen – allerdings im Dress des Stade Rennais UC.
In Cettes Endspielmannschaft fehlte zwar Achtelfinaltorschütze Gibson, mit Cornelius und Parkes standen aber zwei weitere Engländer in der Elf, dazu ein Schwede (Berntsson) und ein Schweizer (Kramer) – über siebzig Jahre vor dem Bosman-Urteil …